# Колесников, Сергей Георгиевич
Серге́й Гео́ргиевич Коле́сников (27 августа 1904 — 25 марта 1971) — советский военачальник, генерал-майор артиллерии (11.07.1945), один из организаторов ракетно-ядерного щита СССР.

## Биография
Родился 27 августа 1904 года в поселке Каслинский завод (ныне — город Касли Каслинского района Челябинской области).
С 5 ноября 1920 года — в рядах Рабоче-крестьянской Красной Армии. Участник Гражданской войны, служил красноармейцем в конной разведке 6-го отдельного стрелкового полка Приуральского ВО, командиром отделения в кавалерийском полку, делопроизводителем в штабе дивизии, помощником командира взвода кавалерийского эскадрона в 29-й стрелковой дивизии. В октябре 1923 переведён в 34-й стрелковый полк 12-й стрелковой дивизии, где проходил службу командиром взвода команды конных разведчиков и командиром отделения разведывательной роты. В августе 1925 поступил курсантом в артиллерийскую школу (кончил в 1928). С сентября 1928 проходил службу в Ленинградском военном округе командиром взвода и помощником командира батареи в 101 артиллерийском полку, командиром взвода и помощником командира батареи в 1-й Ленинградской артиллерийской школе. В 1931 окончил Курсы усовершенствования Командного состава. В декабре 1933 зачислен слушателем факультета вооружения Артиллерийской Академии имени Ф. Э. Дзержинского (кончил в 1938). С ноября 1938 заместитель начальника 2-го отдела Управления начальника артиллерии РККА.
Член ВКП(б) с 1932 года.

## Участие в войнах
Участник войны с Финляндией. С августа 1940 командир 146-го лёгкого артиллерийского полка Киевского военного округа. В этой же должности воевал с начала Великой Отечественной войны. Воевал на Южном фронте, участвовал в приграничном сражении, в Уманской оборонительной и Ростовской наступательной операциях.
С января 1942 года – начальник артиллерии 15-й стрелковой дивизии, с 6 февраля 1943 – командир 46-й легко-артиллерийской бригады 12-й артиллерийской дивизии прорыва РГК. Воевал в составе 48-й армии. В конце апреля бригада вместе с дивизией вошла в состав 4-го артиллерийского корпуса РГК, находившегося на формировании в Московском учебном артиллерийском центре. В ходе Курской битвы в июле 1943 бригада поддерживала части 17-го гвардейского стрелкового корпуса Центрального фронта.
В дальнейшем бригада в составе войск Центрального и Белорусского фронтов принимала участие в битве за Днепр. С 11 по 15 ноября она вместе с дивизией поддерживала войска 65-й армии при форсировании Днепра, захвате и удержании плацдарма на правом берегу реки.
Летом 1944 бригада под его командованием успешно действовала в Белорусской операции, в боях на рубеже Торговище, при форсировании Западного Буга в районе Опалин, прорыве немецкой обороны. В боях с 31 июля по 26 августа по овладению плацдармом на западном берегу Вислы, его расширению и удержанию отлично организовал управление, обеспечил успешные действия пехоты. С января 1945 бригада поддерживала войска 69-й армии 1-го Белорусского фронта в Варшавско-Познанской и Берлинской операциях. За успешные действия бригада была удостоена наименований «Радомская» и «Бранденбургская», а также награждена орденами Красного Знамени и Суворова 2-й степени. После войны с сентября 1945 служил в Группе советских войск в Германии, был командиром 32-й пушечной артиллерийской бригады РГК, командующим артиллерией 4-го гвардейского стрелкового корпуса.

## Послевоенный период

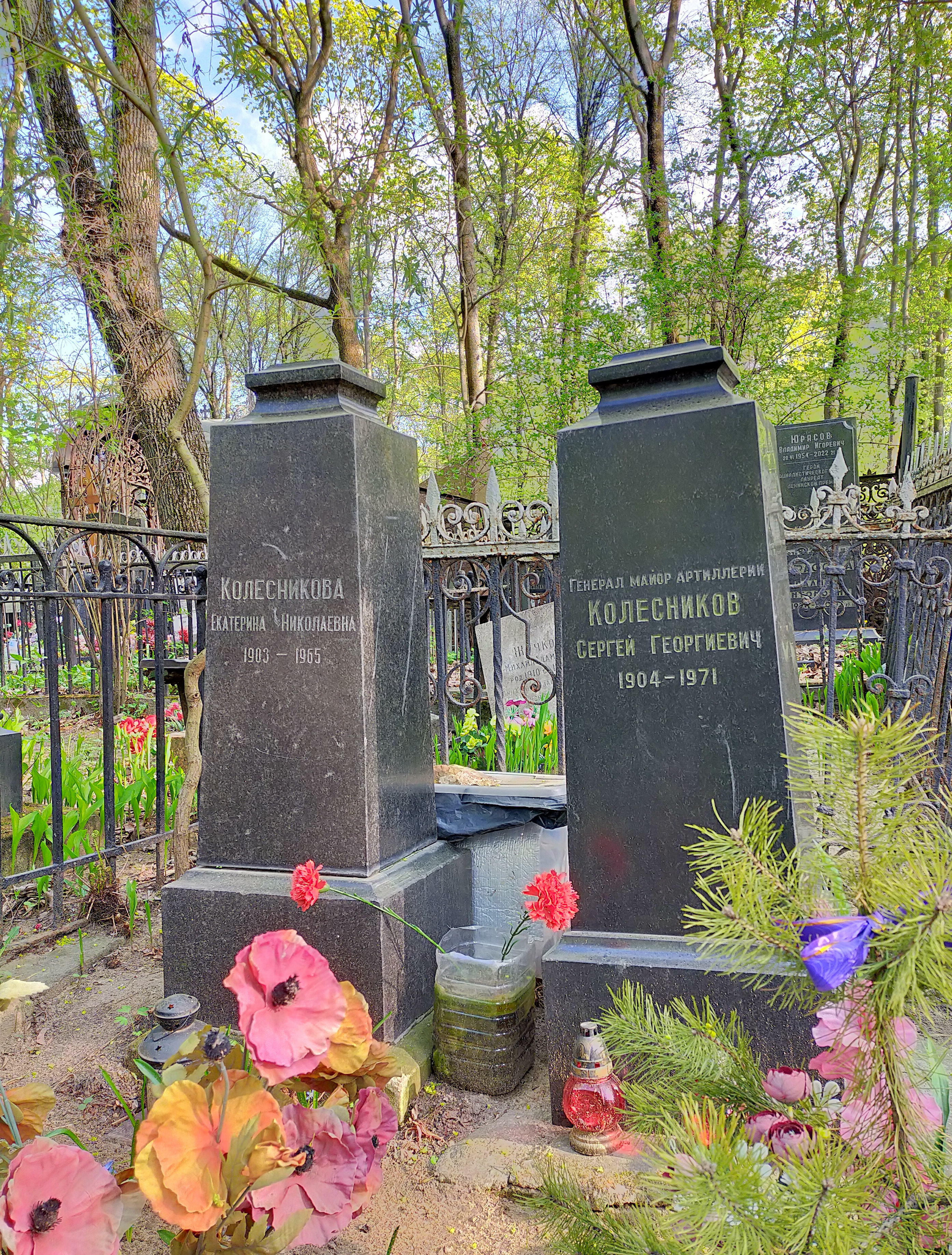
Надгробия С. Г. Колесникова и его супруги на Введенском кладбище

В августе 1947 года постановлением ЦК КПСС и Совета Министров СССР была создана Горная сейсмическая станция (ГСС) — «Объект-905» для натурных испытаний атомных зарядов и ракетного вооружения,
преобразованная в 1948 году в учебный полигон № 2 (УП-2) Министерства обороны СССР (позднее ГосЦНИИП-2 — Государственный центральный научно-испытательный полигон N 2, известный как Семипалатинский испытательный полигон) под командованием генерал-лейтенанта артиллерии П. М. Рожановича. В марте 1948 года начальником штаба УП-2 МО СССР был назначен генерал-майор артиллерии С. Г. Колесников.
В сентябре 1948 года был назначен командиром УП-2 МО СССР, руководил этим полигоном по ноябрь 1950 года. Принимал самое активное участие в подготовке первого испытания ядерного заряда в СССР.
29 октября 1949 года вышло закрытое постановление Совета Министров СССР «О награждении и премировании за выдающиеся научные открытия и технические достижения по использованию атомной энергии». За разработку и испытание первой советской атомной бомбы С. Г. Колесников был награждён орденом Ленина.
С 13 февраля 1951 года по 20 декабря 1952 года — управляющий делами Академии артиллерийских наук
В 1953 году окончил Высшие артиллерийские курсы при Военной Академии Генерального Штаба Министерства обороны СССР.
С 17 декабря 1953 по 5 октября 1959 года — первый заместитель начальника 6-го Управления Министерства обороны СССР, затем в отставке.
Умер в 1971 году. Похоронен в Москве, на Введенском кладбище (уч. № 8).

## Награды

### СССР
- два ордена Ленина (06.11.1945, 29.10.1949)
- пять орденов Красного Знамени (14.07.1943, 21.09.1944, 03.11.1944, 15.12.1944, 17.05.1951)
- три ордена Суворова II степени (09.02.1944, 06.04.1945, 31.05.1945)
- орден Красной Звезды (25.11. 1941)
  - Медали СССР в т.ч:
  - «В ознаменование 100-летия со дня рождения Владимира Ильича Ленина»
  - «За Победу над Германией в Великой Отечественной войне 1941—1945 гг.»
  - «За взятие Берлина»
  - «За освобождение Варшавы»
  - За освоение целинных земель"

Приказы (благодарности) Верховного Главнокомандующего в которых отмечен Колесников С. Г.
- За овладение штурмом крупным промышленным центром Польши городом Радом — важным узлом коммуникаций и сильным опорным пунктом обороны немцев. 16 января 1945 года. № 222.
- За овладение крупнейшим промышленным центром Польши городом Лодзь и городами Кутно, Томашув (Томашов), Гостынин и Ленчица — важными узлами коммуникаций и опорными пунктами обороны немцев. 19 января 1945 года. № 233.
- За пересечение германской границы, вторжение в пределы Бранденбургской провинции и овладение с боями городами Ландсберг, Мезеритц, Швибус и Цюллихау — крупными узлами коммуникаций и мощными опорными пунктами обороны немцев, прикрывающими подступы к Франкфурту на Одере. 31 января 1945 года. № 266.

### Иностранные награды
- Орден «Крест Грюнвальда» 2-го класса (ПНР)
- Медаль «За Одру, Нису и Балтику» (ПНР)